# Coupe d'Asie des nations de football 1968
Navigation
Israël 1964 Thaïlande 1972
La coupe d'Asie des nations de football 1968 est une compétition qui s'est déroulé en Iran en mai 1968 et qui fut remportée par l'Iran. L'Iran était qualifié d'office en tant qu'organisateur du tournoi et Israël en tant que vainqueur de la précédente édition.

Toutes les rencontres sont disputées au stade Amjadieh à Téhéran.

## Équipes participantes
5 équipes prennent part au tournoi final :
- Iran - Pays organisateur (qualifié d'office)
- Israël - Tenant du titre (qualifié d'office)
- Birmanie
- Hong Kong
- Taïwan

## Les arbitres
5 arbitres appartenant à l'AFC sont sélectionnés pour officier lors de la compétition :
- Norman Boswell
- Batha Chaterchi
- Alex Joseph Vaz
- M. Nathrajan
- Narayan Ghosh

## Tournoi final
- Tournoi à Téhéran en Iran :

|   | Équipe    | Pts | J | G | N | P | BP | BC | Diff |
| - | --------- | --- | - | - | - | - | -- | -- | ---- |
| 1 | Iran      | 8   | 4 | 4 | 0 | 0 | 11 | 2  | +9   |
| 2 | Birmanie  | 5   | 4 | 2 | 1 | 1 | 5  | 4  | +1   |
| 3 | Israël    | 4   | 4 | 2 | 0 | 2 | 11 | 5  | +6   |
| 4 | Taïwan    | 2   | 4 | 0 | 2 | 2 | 3  | 10 | -7   |
| 5 | Hong Kong | 1   | 4 | 0 | 1 | 3 | 2  | 11 | -9   |

| 10 mai 1968 | Iran     | 2 | 0 | Hong Kong |
| 11 mai 1968 | Birmanie | 1 | 1 | Taïwan    |
| 12 mai 1968 | Israël   | 6 | 1 | Hong Kong |
| 13 mai 1968 | Iran     | 4 | 0 | Taïwan    |
| 14 mai 1968 | Birmanie | 1 | 0 | Israël    |
| 15 mai 1968 | Taïwan   | 1 | 1 | Hong Kong |
| 16 mai 1968 | Iran     | 3 | 1 | Birmanie  |
| 17 mai 1968 | Israël   | 4 | 1 | Taïwan    |
| 18 mai 1968 | Birmanie | 2 | 0 | Hong Kong |
| 19 mai 1968 | Iran     | 2 | 1 | Israël    |

| 10 mai 1968 | Iran                      | 2 – 0 | Hong Kong | Stade Amjadieh, Téhéran                         |                                                 |
|             | Behzadi 70e · Jabbari 88e |       |           | Spectateurs : 28 000 Arbitrage : Norman Boswell | Spectateurs : 28 000 Arbitrage : Norman Boswell |
|             | (Rapport)                 |       |           | Spectateurs : 28 000 Arbitrage : Norman Boswell | Spectateurs : 28 000 Arbitrage : Norman Boswell |

| 11 mai 1968 | Taïwan         | 1 – 1 | Birmanie       | Stade Amjadieh, Téhéran |  |
|             | Buteur inconnu |       | Buteur inconnu |                         |  |

| 12 mai 1968 | Hong Kong          | 1 – 6 | Israël                                             | Stade Amjadieh, Téhéran                          |                                                  |
|             | Yuan Kuan Yick 76e |       | 9e 65e Spiegler · 52e 54e Spiegel · 61e 71e Romano | Spectateurs : 30 000 Arbitrage : Batha Chaterchi | Spectateurs : 30 000 Arbitrage : Batha Chaterchi |

| 13 mai 1968 | Iran                                                   | 4 – 0 | Taïwan | Stade Amjadieh, Téhéran                          |                                                  |
|             | Behzadi 31e · Kalani 34e · Eftekhari 51e · Farzami 56e |       |        | Spectateurs : 30 000 Arbitrage : Alex Joseph Vaz | Spectateurs : 30 000 Arbitrage : Alex Joseph Vaz |
|             | (Rapport)                                              |       |        | Spectateurs : 30 000 Arbitrage : Alex Joseph Vaz | Spectateurs : 30 000 Arbitrage : Alex Joseph Vaz |

| 14 mai 1968 | Birmanie  | 1 – 0 | Israël | Stade Amjadieh, Téhéran                         |                                                 |
|             | Pu Ba 42e |       |        | Spectateurs : 30 000 Arbitrage : Norman Boswell | Spectateurs : 30 000 Arbitrage : Norman Boswell |

| 15 mai 1968 | Hong Kong      | 1 – 1 | Taïwan         | Stade Amjadieh, Téhéran |  |
|             | Buteur inconnu |       | Buteur inconnu |                         |  |

| 16 mai 1968 | Iran                                    | 3 – 1 | Birmanie     | Stade Amjadieh, Téhéran                     |                                             |
|             | Kalani 2e · Eftekhari 60e · Behzadi 71e |       | 50e Yeni Yot | Spectateurs : 30 000 Arbitrage : M.Natrajan | Spectateurs : 30 000 Arbitrage : M.Natrajan |
|             | (Rapport)                               |       |              | Spectateurs : 30 000 Arbitrage : M.Natrajan | Spectateurs : 30 000 Arbitrage : M.Natrajan |

| 17 mai 1968 | Israël                                      | 4 – 1 | Taïwan            | Stade Amjadieh, Téhéran                        |                                                |
|             | Romano 2e 60e · Rosenthal 70e · Spiegel 76e |       | 45+1e Li Huan-Wen | Spectateurs : 20 000 Arbitrage : Narayan Ghosh | Spectateurs : 20 000 Arbitrage : Narayan Ghosh |

| 18 mai 1968 | Birmanie         | 2 – 0 | Hong Kong | Stade Amjadieh, Téhéran |
|             | Buteurs inconnus |       |           |                         |

| 19 mai 1968 | Iran                           | 2 – 1 | Israël      | Stade Amjadieh, Téhéran                          |                                                  |
|             | Behzadi 75e · Ghelichkhani 86e |       | 56e Spiegel | Spectateurs : 30 000 Arbitrage : Alex Joseph Vaz | Spectateurs : 30 000 Arbitrage : Alex Joseph Vaz |
|             | (Rapport)                      |       |             | Spectateurs : 30 000 Arbitrage : Alex Joseph Vaz | Spectateurs : 30 000 Arbitrage : Alex Joseph Vaz |

| Coupe d'Asie 1968 Vainqueur Iran 1er titre |

### Meilleurs buteurs
- 4 buts :
  -  Homayoon Behzadi
  -  Moshe Romano
  -  Giora Spiegel